# Przepływ powodziowy
Przepływ powodziowy – przepływ poniżej budowli piętrzącej, ustalany w zależności od prognoz, dostosowany do przepustowości urządzeń upustowych, mogący powodować szkody powodziowe. Jest podawany w m³/s, l/s, dm3/s.